# Sia wohnt am Kilimandscharo
Sia wohnt am Kilimandscharo (Originaltitel: Sia bor på Kilimandjaro) ist der Titel eines Buches der schwedischen Schriftstellerin Astrid Lindgren, mit den Fotos von Anna Riwkin-Brick. 1958 erschien das Buch bei Rabén & Sjögren. Noch im selben Jahr brachte der Oetinger Verlag das Buch auch in Deutschland heraus.

## Inhalt
Sia ist acht Jahre alt und lebt mit ihrer Familie auf dem Kilimandscharo, einem hohen Berg in Afrika. Sie hat zwei jüngere Brüder,  Saika und Kitutu, eine jüngere Schwester Linga und einen älteren Bruder Sariko. Die Familie gehört zum Chagga-Volk. Sia, ihre Brüder und Schwestern helfen den Eltern bei ihren Arbeiten, etwa beim Mähen von Gras.
Als Sias Eltern beschließen, zum Chagga-Fest in Moshi zu gehen, auf dem auch der König sein wird, will Sia mitkommen. Allerdings meint ihr Vater, dass dort keine Kinder erlaubt seien. Sia sei zu jung für das Fest und müsse zu Hause bleiben. Anstatt zum Fest zu gehen, solle Sia sich um ihre jüngeren Brüder und Schwestern kümmern.
Sias älterer Bruder Sariko beschließt, seinen Eltern zu folgen. Sia erzählt er, dass nur Jungen zu dem Fest gehen dürfen. Sia folgt ihm heimlich. Sie meint, dass sich ihre Tante um die kleinen Geschwister kümmern kann. Plötzlich merkt Sariko, dass Sia ihm folgt. Wütend sagt er, sie solle nach Hause gehen. Er fügt hinzu, dass er mitgenommen wird und sie nicht zum Fest laufen kann. Dann steigt er auf einen Lastwagen und lässt Sia allein zurück.
Sia glaubt, dass sie das, was ihr Bruder kann schon lange kann. Sie hält einige Autos an und bittet um eine Fahrt nach Moshi.
In Moshi sieht Sia zunächst nur Jungen und fragte sich, ob ihr Bruder nicht Recht damit hatte, dass nur Jungen auf das Fest gehen dürfen. Sie beobachtet einige Tänzer und sieht schließlich König Marealle. Sia ist glücklich. Sie erklärt dem König, dass sie einen langen Weg auf sich genommen hat, um ihn zu sehen. Sie sagte dem König auch, dass ihr Bruder sie für zu jung hielt, um zum Fest zu gehen. Der König beschließt, mit ihrem Bruder zu sprechen. Inzwischen sehen die Eltern ihre Kinder. Sie sind überrascht, dass ihr Sohn und ihre Tochter beim Fest mit dem König sprechen. Sie beschließen jedoch, die Kinder nicht für ihr heimliches Kommen zu bestrafen. Nach dem Fest sagt Sariko zu Sia, dass sie nicht zu klein sei, um zum Fest zu gehen. Sie sei so groß wie der Kilimandscharo.

## Hintergrund
Sia wohnt am Kilimandscharo ist das dritte von insgesamt 15 Büchern aus der Reihe Kinder unserer Erde. Die Geschichte basiert auf wahren Begebenheiten. Allerdings wurden einige Dinge geändert, wie zum Beispiel Sias Name. Sia wusste nicht, dass sie für ein Buch fotografiert wurde. Sie machte die Fotos auf Anfrage ihres Vaters. Als Erwachsene ist Sia eine Ärztin geworden, die sich mit HIV beschäftigt.
Zu der Zeit in der Anna Riwkin das Fotobuch erstellte war die Gegend um den Kilimandscharo ein britisches Treuhandgebiet der Vereinten Nationen.

## Dokumentarfilm aus Israel
In Israel war die Serie Kinder unserer Erde, zu der auch Sia wohnt am Kilimandscharo gehört, ein großer Erfolg. Letzterer basierte auch auf den Übersetzungen der Dichterin Leah Goldberg. Ab dem 5. August 2016 drehte die israelische Regisseurin Dvorit Shargal einen 54-minütigen Dokumentarfilm mit dem Titel Africa! Sia lives on Kilimanjaro. Hier reist Shargal nach Afrika, um Sia aus Sia wohnt am Kilimandscharo zu finden und ihre Geschichte zu erzählen.

## Rezeption

### Kritiken
Das Buch erhielt sehr gute Kritiken. Lindgrens Text wurde jedoch als weniger wichtig als die Bilder von Rikwin Brick betrachtet. Bettye I. Latimer lobt die hervorragenden Fotografien der Geschichten und empfiehlt sie für Vorschulkinder bis zur 4. Klasse. Sie sagt auch, dass in der "charmanten Geschichte" sehr gut beschrieben wird, wie das Chagga-Volk in Afrika lebe.

### Auszeichnungen und Nominierungen

#### Auszeichnung
New York Herald Tribune Spring Festival Award
- 1963 Children’s Spring Book[1]

#### Nominierung
Deutscher Jugendliteraturpreis
- 1960 Bilderbuch[8]

## Ausgaben
- Sia bor på Kilimandjaro, Rabén & Sjögren, 1958, schwedische Ausgabe
- Sia lives on Kilimanjaro, The Macmillan Company, 1959, US-amerikanische Ausgabe
- Sia woont op de Kilimanjaro, Raad voor de zending der Ned. hervormde kerk, 1959, Niederländische Ausgabe
- Sia wohnt am Kilimandscharo, Oetinger Verlag, 1963, deutsche Ausgabe, ohne Angabe des Übersetzers
- Sia wohnt am Kilimandscharo, In: Gebt uns Bücher, gebt uns Flügel. Almanach 1969 (Nummer 7), Oetinger Verlag, 1969, die deutschsprachige Geschichte in dem Almanach vom Oetinger Verlag